# 广延天女

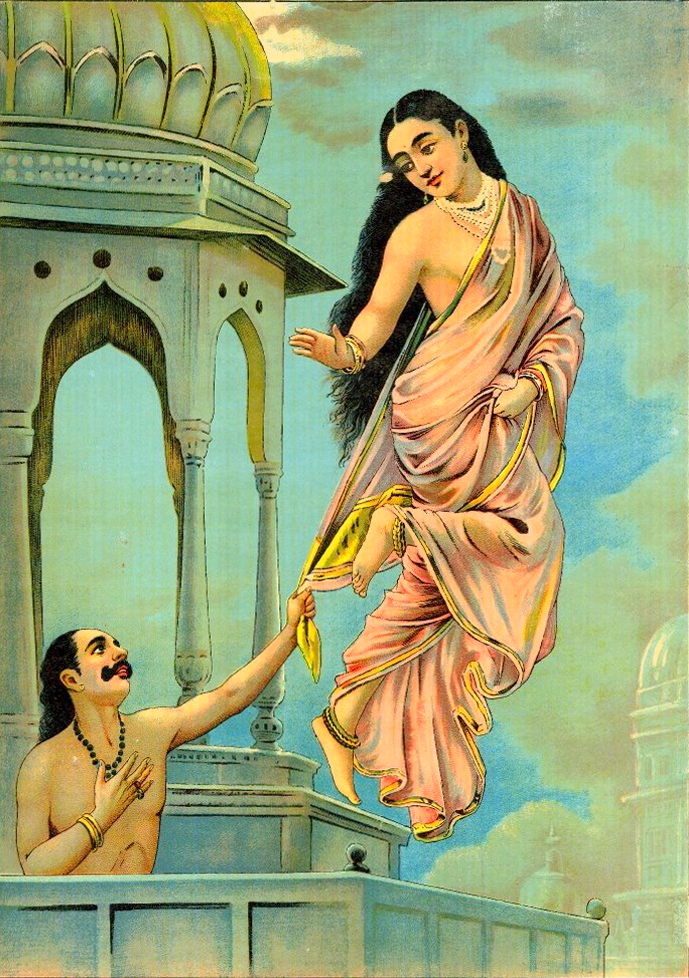
广延天女与洪呼王

广延天女（天城体：उर्वशी，音译为优哩婆湿；字面意思为“宽广地延伸”）印度神话中一个著名的仙女，是一个具名的飞天女神。

## 简介
广延天女为神王因陀罗所属的天女。飛天女神是印度神话中一类地位低下的女神，大致相当于众天神的婢女或歌妓之类。广延据说是天女中最美丽者。她的出身如下（此种说法非常晚出）：因陀罗不希望大神那罗延通过修行获得更大的神通，于是派两名天女去引诱他。但那罗延一拍大腿就变出了一个让这两人都相形失色的天女，即為广延。
梨俱吠陀说广延天女是极裕仙人的母亲。大神密多罗与伐楼拿被广延的美貌迷住，双双喷出精液，从中生出极裕仙人（最强大的仙人之一）。而根据较晚的神话，同时诞生的还有另一位大仙投山仙人。
在史诗摩诃婆罗多中，因陀罗曾将广延天女当成神妓使用，派她去为人间英雄阿周那（因陀罗之子）侍寝。阿周那非常惊恐地加以拒绝，说自己是广延与洪呼王的后代，绝对不能和自己的祖母辈发生性关系。广延天女却认为阿周那看不起她，怒而诅咒其变成阉人，他也因此陽痿；因陀罗得知此事后非常赞赏阿周那的品格，于是把他失掉性功能的时间减为一年。

## 广延与洪呼
在关于广延天女的故事中，最著名的是她和人间英雄洪呼王的恋爱故事。这个故事极为古老，其原始形式在梨俱吠陀中就已以诗歌的形式出现。这是一首对话诗，全长18节。洪呼王是印度传说中大名鼎鼎的国王，属于月种王朝（月神旃陀罗的后代）。在这个原始版本里，洪呼王首先追求广延天女，但遭到拒绝；后来为使洪呼王知难而退，广延竟说女人都是邪恶的，她们的心“像豺狼一样”。然而，梨俱吠陀中这首诗未必是普通的情诗，而可能隐含某种寓意，因为原诗中还有许多意义不明的句子。
无论如何，梨俱吠陀之中，这个简短的故事对此后的印度文学产生了很大影响，被多次引用或改写。在百道梵书的版本中，此故事变成了典型的“天鹅处女”神话：广延天女爱上了洪呼王并答应嫁给他，但订立了一些“婚姻的约定”，如不得对她进行婚内强奸，不可在她面前裸体，也不可对她太加管束等等。如果洪呼王违反了这些规定，她就要回到天上去。然而广延天女在天庭的伙伴，诸乾闼婆（伎乐天）们想念她，于是设计诱使洪呼王在她面前赤裸；广延果然一怒之下返回了天界。后来洪呼王寻找广延，被迫完成种种任务才能与妻子团聚。类似的故事在全世界广泛存在，但这也可能是文化传播造成的（如东南亚的一些几乎雷同的故事，可能本源于广延天女故事）。众神记里的版本又与梨俱吠陀和百道梵书都不同，在这里拆散婚姻的是因陀罗，而且最后广延与洪呼王也没有团聚。
广延与洪呼王的故事最常见版本是4世纪（或认为晚至6世纪）印度大诗人迦梨陀娑创作的五幕剧《优哩婆湿》。迦梨陀娑笔下的剧情更加感人和浪漫，洪呼王从恶魔手中救出广延天女，又经过种种挫折终于获得因陀罗的帮助得以使其常驻人间。广延为洪呼王生了6个儿子（一说8个；分别为长寿、有智、阿摩婆薮、坚寿、林寿和闻寿），后来都成为月种王朝的君主。
1980~1990年代印度著名的女演员卡维萨为自己取艺名为“优哩婆湿”，意即天界最美丽的飛天广延天女。

## 资料来源
- 《世界神话辞典》，辽宁人民出版社，ISBN 7-205-00960-X
- 《梵语文学史》，金克木著，江西教育出版社，ISBN 7539231505/I351·092
- 《印度两大史诗研究》，ISBN 7-301-04897-1
- 张思齐，从《摩奴法典》看中印宗教与婚姻意识，《西南民族大学学报》，2009年第9期
- 《印度尼西亚民间故事》，许友年译，中国民间文艺出版社